# 雷米 (瓦兹省)
雷米（法語：Remy，亦作，法語發音：[ʁemi]）是法国瓦兹省的一个市镇，位于该省东北部，贡比涅市区西侧，属于贡比涅区。

## 地理
雷米（49°26'17"N, 2°42'28"E）面积19.97 平方千米，位于法国上法蘭西大區瓦兹省，该省份为法国北部内陆省份，北起索姆省，西接厄尔省和滨海塞纳省，南至塞纳-马恩省和瓦兹河谷省，东临埃纳省。
与雷米接壤的市镇（或旧市镇、城区）包括：蒙马丹、阿尔西、博日、埃斯特雷圣但尼、弗朗西耶尔、容基耶尔、拉谢勒、蒙希于米耶尔、穆瓦维莱尔。
雷米的时区为UTC+01:00、UTC+02:00（夏令时）。

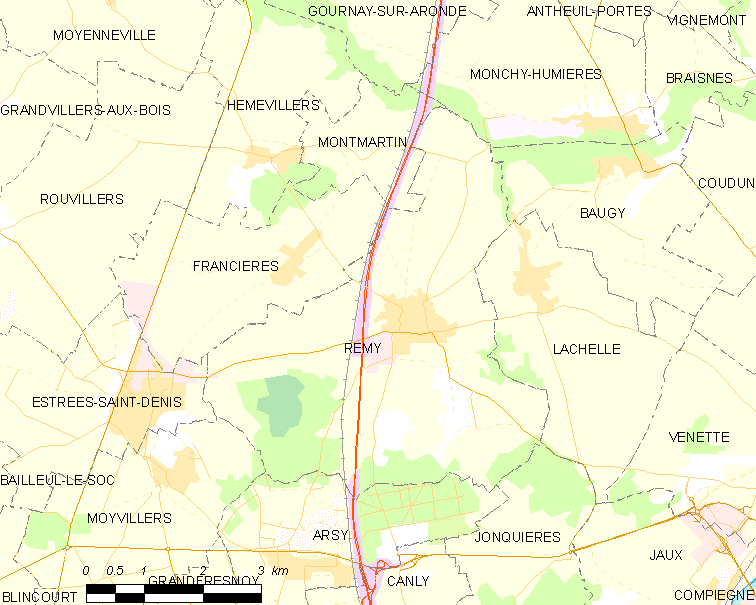
雷米的OSM定位图

## 行政
雷米的邮政编码为60190，INSEE市镇编码为60531。

## 政治
雷米所属的省级选区为埃斯特雷圣但尼县。

## 人口

1962-2008年间雷米人口变化图示

雷米于2022年1月1日时的人口数量为1957人。